# Арању
Арању (фр. Aragnouet) насеље је и општина у јужној Француској у региону Миди Пирене, у департману Горњи Пиринеји која припада префектури Бањер де Бигор.
По подацима из 2011. године у општини је живело 239 становника, а густина насељености је износила 2,21 становника/km². Општина се простире на површини од 108,29 km². Налази се на средњој надморској висини од 1100 метара (максималној 3.194 m, а минималној 956 m).

## Демографија
| 1962. | 1968. | 1975. | 1982. | 1990. | 1999. | 2011. |
| ----- | ----- | ----- | ----- | ----- | ----- | ----- |
| 187   | 201   | 160   | 260   | 336   | 260   | 239   |

График промене броја становника у току последњих година